# Ottaviano Del Turco
Ottaviano Del Turco (Collelongo, 7 novembre 1944 – Collelongo, 23 agosto 2024) è stato un politico e sindacalista italiano.
Di ideologia socialista, fu l'ultimo segretario nazionale del Partito Socialista Italiano (1993-1994), ministro della Repubblica (2000-2001) e presidente della Regione Abruzzo (2005-2008), carica dalla quale si dimise in seguito al suo arresto disposto dalla Procura di Pescara per questioni inerenti alla gestione della sanità privata. Fu membro della direzione nazionale del Partito Democratico.

## Biografia

### Inizi e carriera sindacale

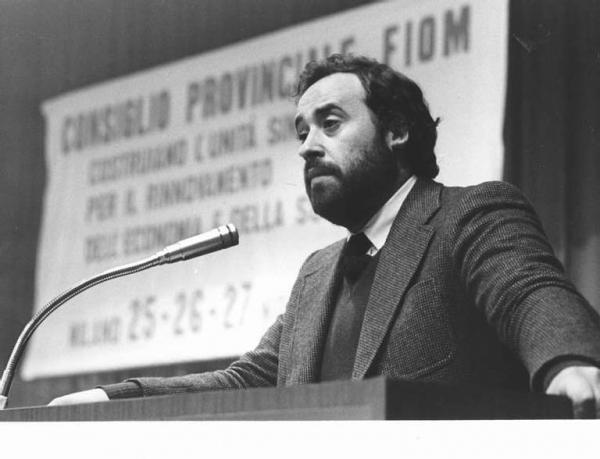
Ottaviano Del Turco sindacalista, 1976

Nato a Collelongo, in provincia dell'Aquila, figlio di un partigiano, dopo la licenza media serale si trasferì a Roma e iniziò il suo apprendistato sindacale nella sede romana dell'Istituto nazionale confederale di assistenza (INCA). Come sindacalista di area PSI, entrò a far parte della segreteria provinciale della FIOM di Roma e quindi approfondì la sua conoscenza del sindacato dei Metalmeccanici entrando a far parte dell'ufficio di organizzazione centrale della Federazione Impiegati Operai Metalmeccanici (FIOM) della CGIL (1968).
Proseguì la carriera sindacale, prima guidando per molto tempo la corrente socialista della CGIL, e successivamente diventando nel 1983 segretario aggiunto della CGIL durante la segreteria di Luciano Lama (1970-1986).

### Carriera politica
Aderì al Partito Socialista Italiano (PSI) tra gli anni '50 e '60, dove diresse dal 1962 al 1965 la Federazione Giovanile Socialista Italiana (FGSI) romana e nel 1968 lasciò l'attività del PSI all'epoca dell'unificazione con lo PSDI nel Partito Socialista Unificato.
Durante il Congresso del PSI del 1987 a Rimini, Del Turco, insieme a Giacomo Mancini, Franco Piro e Giorgio Ruffolo, fu protagonista di un intervento polemico sulla corruzione nel partito. Del Turco e gli altri tre dirigenti socialisti, con parole sgradevoli ai craxiani, parlarono di corruzione interna al partito, chiedono pulizia e invocano ordine nelle giunte locali.

#### Anni '90
A luglio 1992 lasciò il sindacato e un anno dopo divenne segretario nazionale del PSI subentrando a Giorgio Benvenuto, il quale sostituì provvisoriamente Craxi al momento dell'uscita di quest'ultimo dalla vita politica italiana. Il partito, sconvolto dall'inchiesta di Mani pulite, durante la sua segreteria si sfaldò, diventando prima SI (Socialisti Italiani) e poi SDI (Socialisti Democratici Italiani).
Alle elezioni del 1994 Del Turco fu eletto alla Camera dei deputati nel collegio uninominale di San Lazzaro di Savena per l'Alleanza dei Progressisti, in rappresentanza dei Socialisti Italiani; si iscrisse inizialmente al gruppo misto per poi aderire al gruppo parlamentare del Partito Democratico della Sinistra.
Durante la XII legislatura fu Vicepresidente della Commissione Affari Esteri.
Alle successive elezioni fu eletto senatore, nel collegio uninominale di Grosseto per L'Ulivo. Dall'inizio della legislatura fino al 6 febbraio 1997 fu presidente del gruppo parlamentare di Rinnovamento Italiano e in seguito aderì al gruppo misto, all'interno della componente dei Socialisti Democratici Italiani.
La sua attività politica si legò anche alla Commissione Antimafia, della quale fu presidente dal 1996 al 2000.

#### Ministro de L'Ulivo ed europarlamentare
Durante il secondo governo Amato (2000-2001) ricoprì l'incarico di Ministro delle Finanze.
Alle elezioni politiche del 2001 venne rieletto senatore per L'Ulivo: nonostante fosse stato sconfitto nel collegio uninominale dell'Aquila, venne comunque eletto in virtù del meccanismo del recupero proporzionale.
Alle elezioni europee del 2004 venne eletto al Parlamento europeo per la lista Uniti nell'Ulivo, nella circoscrizione Italia meridionale con 180 000 preferenze; si iscrisse al gruppo del Partito Socialista Europeo. Dimessosi da senatore, gli subentrò Giovanni Legnini.

#### Presidente della Regione Abruzzo
Alle elezioni regionali in Abruzzo del 2005 fu eletto presidente della Regione con il 58,1% dei voti, sconfiggendo il Presidente uscente Giovanni Pace: venne sostenuto dalla coalizione de L'Unione, composta da DS, Margherita, SDI, PRC, UDEUR, Comunisti Italiani, IdV, Verdi e PSDI. Contemporaneamente si dimise dalla carica di europarlamentare.
Nel 2007 fondò l'associazione Alleanza Riformista con l'intento di portare lo SDI nel Partito Democratico. In seguito al congresso nazionale dello SDI, nel quale prevalse la linea opposta promossa dal segretario nazionale Enrico Boselli, abbandonò il partito per confluire con Alleanza Riformista nel PD. Dal 23 maggio 2007 fu uno dei 45 membri del Comitato nazionale per il PD. Coinvolto in un'inchiesta giudiziaria sulla sanità abruzzese, presentò le dimissioni dalla carica di Presidente della Regione Abruzzo il 17 luglio 2008.

### Morte
Da tempo affetto da un tumore e dalla Malattia di Alzheimer, morì a Collelongo, suo paese natale, il 23 agosto 2024 all'età di 79 anni. Dopo l'esposizione del feretro nella camera ardente del suo studio, si sono celebrate le esequie funebri presso la Chiesa di Santa Maria Nuova in presenza del Presidente dell'Abruzzo Marco Marsilio, del sindaco di Collelongo Rosanna Salucci e dello storico amico Bobo Craxi

## Controversie

### Questione Ortona
Negli anni in cui era presidente della regione Abruzzo, il suo nome è legato alla vicenda del Centro Oli di Ortona, come favorevole al progetto di tale centro petrolchimico, contro la forte e netta opposizione della popolazione locale, allertata dal Comitato Natura Verde, e dei produttori vitivinicoli della zona. Dalle sue dichiarazioni del febbraio 2008 si evince una forte convinzione del benessere che comporterebbero le royalty da parte dell'Eni, nonostante le preoccupazioni dell'Istituto Mario Negri Sud che dichiara gravi danni alla salute nel suo documento di studio.

### Questione Sale Bingo
Un'inchiesta di Report del 1º ottobre 2002, intitolata "Dietro al Bingo", rivela alcuni retroscena torbidi sulla "industrializzazione" del gioco della tombola (rinominata di fatto Bingo) e i coinvolgimenti politici. In particolare Milena Gabanelli sintetizza dicendo "Imprenditori privati e multinazionali spagnole del gioco d'azzardo che hanno fiutato l'affare nel 1999 quando sotto il governo D'Alema il gioco della tombola diventa Bingo. Ma il decreto legge che lo rende operativo e che trasformerebbe in illegali tutte le tombole di quartiere nasce il 21 novembre 2000. Ministro delle Finanze Del Turco, Ministro del tesoro Vincenzo Visco". Coinvolti anche l'ex ministro Vincenzo Scotti, che cofonda, assieme a Luciano Consoli (in area D'Alema), "Formula Bingo", società nella quale è presidente, che svolge consulenze per l'apertura delle sale bingo e rapidamente ottiene 214 delle 420 concessioni promesse dalla normativa, grazie anche all'alleanza con Codere, una multinazionale spagnola del gioco d'azzardo. Scotti è anche presidente di Ascob, l'associazione dei concessionari. È lo stesso Scotti, infatti, che, in Senato, preme per rendere abusive le tombole nei circoli.

## Procedimenti giudiziari
Il 14 luglio 2008 viene arrestato dalla Guardia di Finanza a seguito di un'inchiesta della Procura della Repubblica di Pescara, insieme a una decina tra assessori, ex assessori, consiglieri e alti funzionari della Regione Abruzzo con l'accusa di associazione per delinquere, truffa, corruzione e concussione, nell'ambito di un'inchiesta avviata dalla Procura della Repubblica di Pescara sulla gestione della sanità di iniziativa privata in Abruzzo. L'accusa contesta globalmente movimenti di denaro per circa 14 milioni di euro, di cui 12,8 consegnati; la cifra contestata a Del Turco, Cesarone e Quarta per la presunta concussione e corruzione ammonta a 5 milioni e ottocentomila euro. L'Abruzzo è una delle regioni italiane con il più alto debito nella sanità. L'inchiesta della procura pescarese si riferisce alla seconda cartolarizzazione dei crediti vantati da cliniche private nei confronti delle ASL abruzzesi.
Poco dopo l'arresto si dimette da presidente e si autosospende da membro della Direzione Nazionale del PD. Del Turco è stato detenuto nel carcere di Sulmona (AQ) ventotto giorni, uscendone l'11 agosto a seguito di concessione degli arresti domiciliari da scontare nel paese natale di Collelongo. Il 16 luglio 2009 la Procura di Pescara ha disposto il sequestro preventivo di 28 tra beni mobili e immobili, per un valore totale di oltre 10 milioni di euro, riferiti ad alcuni indagati nella cosiddetta "Sanitopoli" abruzzese. A Ottaviano Del Turco sono stati sequestrati due immobili, uno a Roma e l'altro in Sardegna. Il Giudice per le indagini preliminari ha confermato i «gravi indizi di colpevolezza a carico degli indagati per le ipotesi di corruzione e concussione».
Angelini ha detto negli interrogatori di aver versato 5,540 milioni di euro a Del Turco e gli altri: nel decreto si legge che «l'attività investigativa non ha ancora consentito di tracciare l'effettiva destinazione finale di tali rilevanti risorse economiche». L'8 gennaio 2010 vengono pubblicati sulla "Stampa" gli atti giudiziari relativi all'inchiesta sulla sanità abruzzese che portò agli arresti nel luglio 2008 del presidente. All'articolo della Stampa risponde il 10 gennaio 2010 Sandra Amurri su Il Fatto Quotidiano.
Il 22 luglio 2013 Del Turco viene condannato in primo grado a 9 anni e 6 mesi di reclusione per i reati di associazione per delinquere, corruzione, concussione, tentata concussione e falso.
Il 20 novembre 2015 la Corte d'Appello dell'Aquila condanna Del Turco a 4 anni e 2 mesi di reclusione per i reati di associazione per delinquere e per induzione indebita. Del Turco viene invece assolto dalle accuse di corruzione e falso. I legali di Del Turco annunciano ricorso in Cassazione.
Il 3 dicembre 2016 la Corte di Cassazione annulla con rinvio la condanna di Del Turco per l'accusa di associazione per delinquere. Viene invece confermata la condanna per induzione indebita.
Il 27 settembre 2017 la Corte d'Appello di Perugia assolve poi Del Turco dall'accusa di associazione per delinquere perché "il fatto non sussiste" rideterminando la pena in 3 anni e 11 mesi (da 4 anni e 2 mesi); inoltre l'interdizione dai pubblici uffici viene trasformata da perpetua a 5 anni.
L'11 ottobre 2018, la Corte di Cassazione condanna definitivamente Ottaviano Del Turco a 3 anni e 11 mesi di reclusione per induzione indebita confermando la pena decisa nel 2017 dalla Corte d’Appello di Perugia nell’appello-bis.